# サンライズインタラクティブ
株式会社サンライズインタラクティブ（SUNRISE INTERACTIVE）は、かつて存在した日本のコンピュータゲーム製作会社である。
1998年にアニメーション制作会社サンライズの子会社として設立。代表取締役社長はサンライズのプロデューサーも兼任していた塚田廷式。
サンライズ製作のアニメ作品を原作としたコンピュータゲームの開発・発売を手がけていた（Windows用ソフトはメディアカイト販売）。
2008年8月31日解散。なお退社したスタッフの一部は有限会社さざなみに移行し、『スーパーロボット大戦シリーズ』などにデベロッパーとして参加している。

## 主な作品
- サンライズ英雄譚シリーズ
- 機甲武装Gブレイカーシリーズ
- 新世紀GPXサイバーフォーミュラ
  - 新世紀GPXサイバーフォーミュラ ROAD TO THE INFINITYシリーズ
  - 新世紀GPXサイバーフォーミュラ Road To The EVOLUTION
  - 新世紀GPXサイバーフォーミュラ VS（2008年）- PSP
- G-SAVIOUR
- ハロボッツシリーズ
  - ハロボッツ
  - GBハロボッツ
  - ハロボッツ ロボヒーローバトリング!!
  - ハロボッツアクション!!
- 舞-HiME
  - 舞-HiME 爆裂!風華学園激闘史?!
  - 舞-HiME 鮮烈！真風華学園激闘史!!
  - 舞-HiME PCファンディスク
- 舞-乙HiME 乙女舞闘史!!
- ケロロ軍曹 対決!劇走ケロンプリ大作戦であります!!
- アストロ球団 決戦!! ビクトリー球団編
- 機動戦士ガンダム バトルタイピングゲームシリーズ
- お絵かきパズルバトルシリーズ
- バトルオブサンライズ
- サンライズアニメ漬け ボクの常識 キミの非常識 -Vol.1-（2008年）- ニンテンドーDS